# 20518 Rendtel
20518 Rendtel (1999 RC36) là một tiểu hành tinh nằm phía ngoài của vành đai chính được phát hiện ngày 12 tháng 9 năm 1999 bởi [[A. Kn�fel]] ở Drebach.